# 苦楝
苦楝（英文名稱：、white cedar），別稱苦苓、楝、楝樹、楝子 、森樹、翠樹、楝棗樹、紫花樹、紫花木、花心樹、雙白皮、金鈴子及洋花森等，（排灣語： Bagasu、Vangas ），（閩南語：khóo-līng-á (苦楝仔)），（阿美語：Vangas ），（卑南語：Gamut），（泰雅語：Baaaran），為楝科楝屬植物。模式標本採自於喜馬拉雅山區。本種的種加詞譯義為苦楝的阿拉伯語植物名稱。本種是星天牛的寄主植物，星天牛喜愛咬食苦楝的樹皮、嫩枝及葉片，並會將卵產於樹皮之內，待幼蟲孵化之後會侵蝕樹幹。

## 別稱由來
據《本草綱目》中原文記載「楝葉可以練物，故謂之楝。其子如小鈴，熟則黃色。名金鈴，象形也。」。練物應該是指古人為使絲帛更白淨光滑柔軟，運用楝樹製成的鹼性藥劑，去除絲帛上的絲膠及雜質，故而有楝之稱。因樹皮、木材及果實味苦，故而有苦楝之稱。因楝樹的果實成熟時黃褐色，外形像似小鈴鐺，故而有金鈴子之別稱。

## 分佈

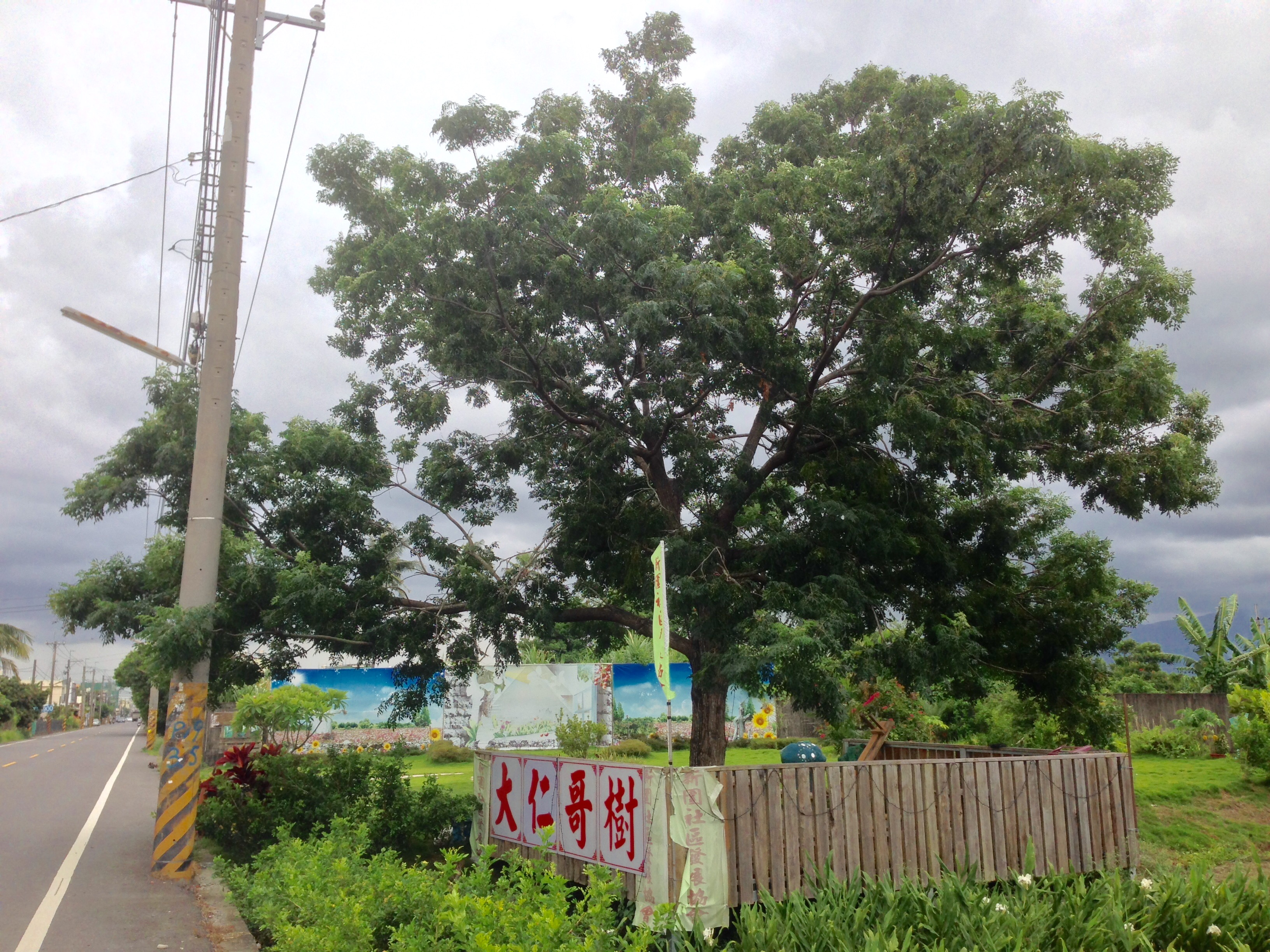
位在臺灣屏東縣鹽埔鄉新圍社區德協路旁，被稱為「大仁哥樹」的苦楝樹。

本種原產於東南亞及澳洲北部，現分佈於中國大陸、臺灣、韓國、日本、緬甸印度、鍚蘭、澳洲、夏威夷、斐濟、美國東南部、阿根廷、墨西哥、加勒比、南歐、東非及非洲西南部等地，中國大陸境內分佈於廣東、廣西、雲南、四川、湖南、湖北、河南、甘肅、陝西、山東、江蘇、浙江、湖北、貴州等地。台灣為原生種植物，分佈於新北市、宜蘭縣、南投縣、花蓮縣、台東縣、桃園市、新竹縣、苗栗縣、台中市、彰化縣，雲林縣、嘉義縣、台南市、高雄市、屏東縣等全台平原至低海拔山區。野外分佈於海平面至700公尺間的丘陵地、平原、天然林地、沼澤地、草原、河岸地區、市區道路旁及受農業干擾地區等，由於本種生長迅速樹冠外形美觀，而且蟲害少，多人工栽種為遮蔭觀賞園林樹種。對土壤要求不高，能於中性、酸性與石灰岩、砂質等土壤上生長，不耐蔭能適應多種土壤水份條件，喜陽光需日照良好、耐熱、耐早、耐風、耐瘠、耐鹽及耐污染，抗蟲及病原體，主要透過鳥類散播種子、播種或根蘗繁殖形式繁殖。

## 形態特徵
苦楝是一種落葉喬木，樹形成傘形，高可達15－20米。樹皮灰褐色或暗褐色，具縱裂，幼枝披星狀柔毛，其後脫落，老枝紫色，粗壯，多分枝，枝條廣闊有時前端下垂，葉痕呈細小的淺黃色點狀皮孔。邊材黃白色，心材黃色至紅褐色。根皮灰褐色，有不規則的縱裂紋及大而明顯的皮孔。

### 葉
葉為2－3回奇數羽狀複葉，互生，長約20－80厘米；葉柄長約7－17厘米；小葉卵形、橢圓形至披針形，頂端長尖或短漸尖，基部圓形、楔形至寬楔形，偏斜，邊緣鈍鋸齒狀深淺不一，罕近全緣，紙質，幼時披星狀毛，其後兩面均無毛除小葉脈上披稀疏的白色星狀毛外，表面深綠色，背面淺綠色，對生或互生，頂生一片通常略大，紙質，長約2－8厘米，寬約2－3厘米；葉脈平行，每邊12－16條，向上斜舉，廣展。

### 花
春夏之交開花，花為圓錐花序狀聚傘花序，頂生或腋生，無毛或幼時披鱗片狀短柔毛，短於葉或約與葉等長；花為兩性花，芳香，長約1厘米；花萼綠色，鐘形，5深裂，裂片卵形、長圓狀卵形或披針狀，頂端急尖，全緣，兩面均有毛，表面披短柔毛，合生，長約1.5毫米；花瓣4－6枚，紫色或淡紫色，卵形、長圓形、倒卵狀匙形或披針形，平展或反曲，離生，兩面披毛，常為表面較密，全緣，長約1厘米；雄蕊 10－12枚，紫色或暗紫色，具縱細脈，無毛或近無毛，管口有鑽形，長約6－8毫米；狹裂片10枚，2－3齒裂；花絲10枚，合生成筒狀，長約7－8毫米；花藥10枚，長橢圓形，頂端微凸尖，縱裂，與裂片互生，著生於裂片內側；子房上位，近球形，無毛，5－6室，每室胚珠2顆；花柱細長，頂生，柱頭頭狀，頂端5裂，不伸出雄蕊管。

### 果

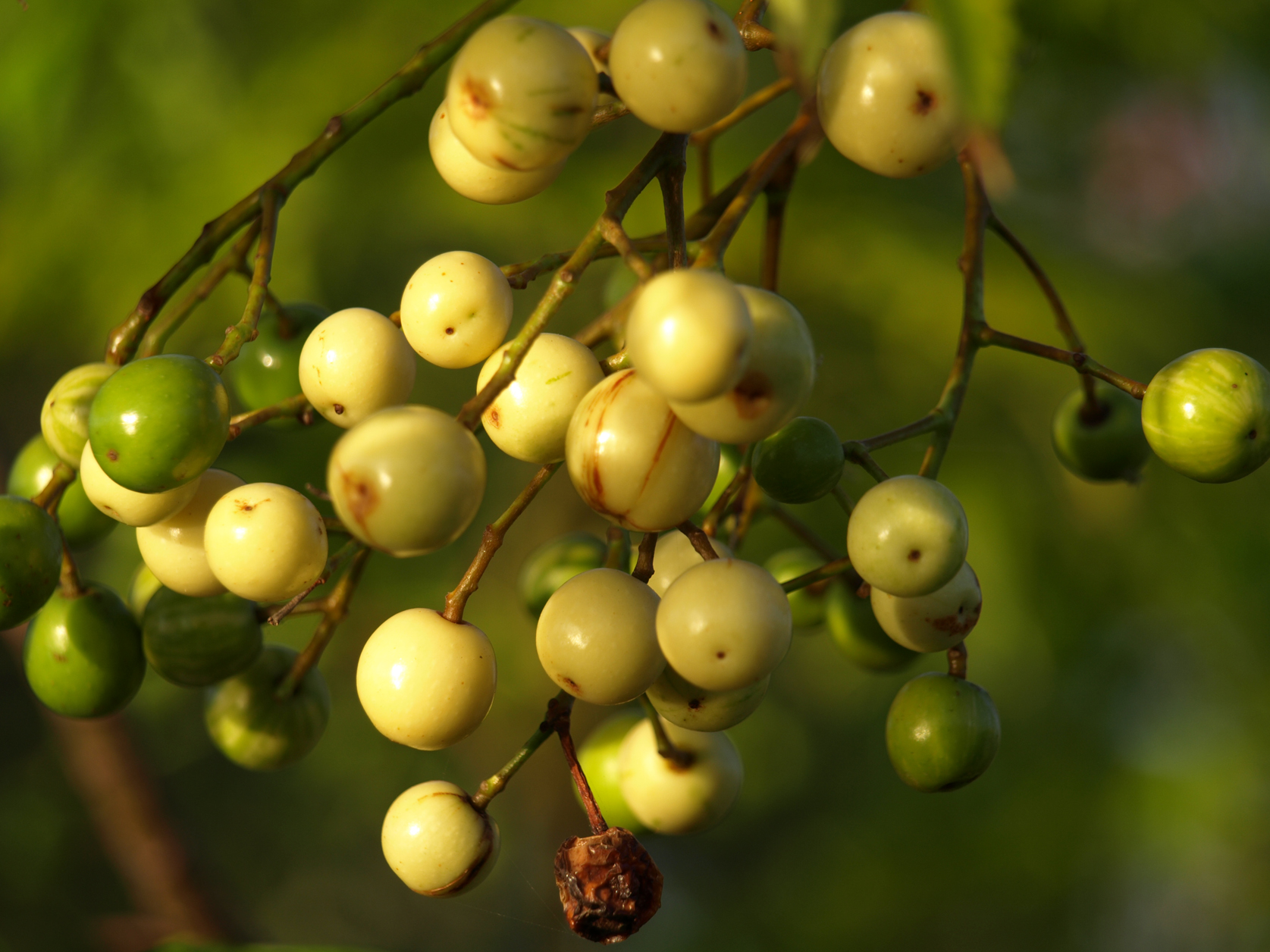
苦楝的果實

果實為核果，卵形、球形至橢圓形，頂端偶有花柱殘痕，基部有果梗痕，具光澤，綠色，成熟時灰黃、淡黃色、橙黃色或黃褐色，氣特異，味酸、苦；內果皮木質；果肉淡黃色，較鬆軟遇水浸潤顯黏性；4－5室，每室內有種子1顆，長約1－3厘米，寬約8－15毫米；種子橢圓形或卵圓形，綠黃色或黃棕褐色，4－6棱，直徑約1－1.5厘米。

## 用途

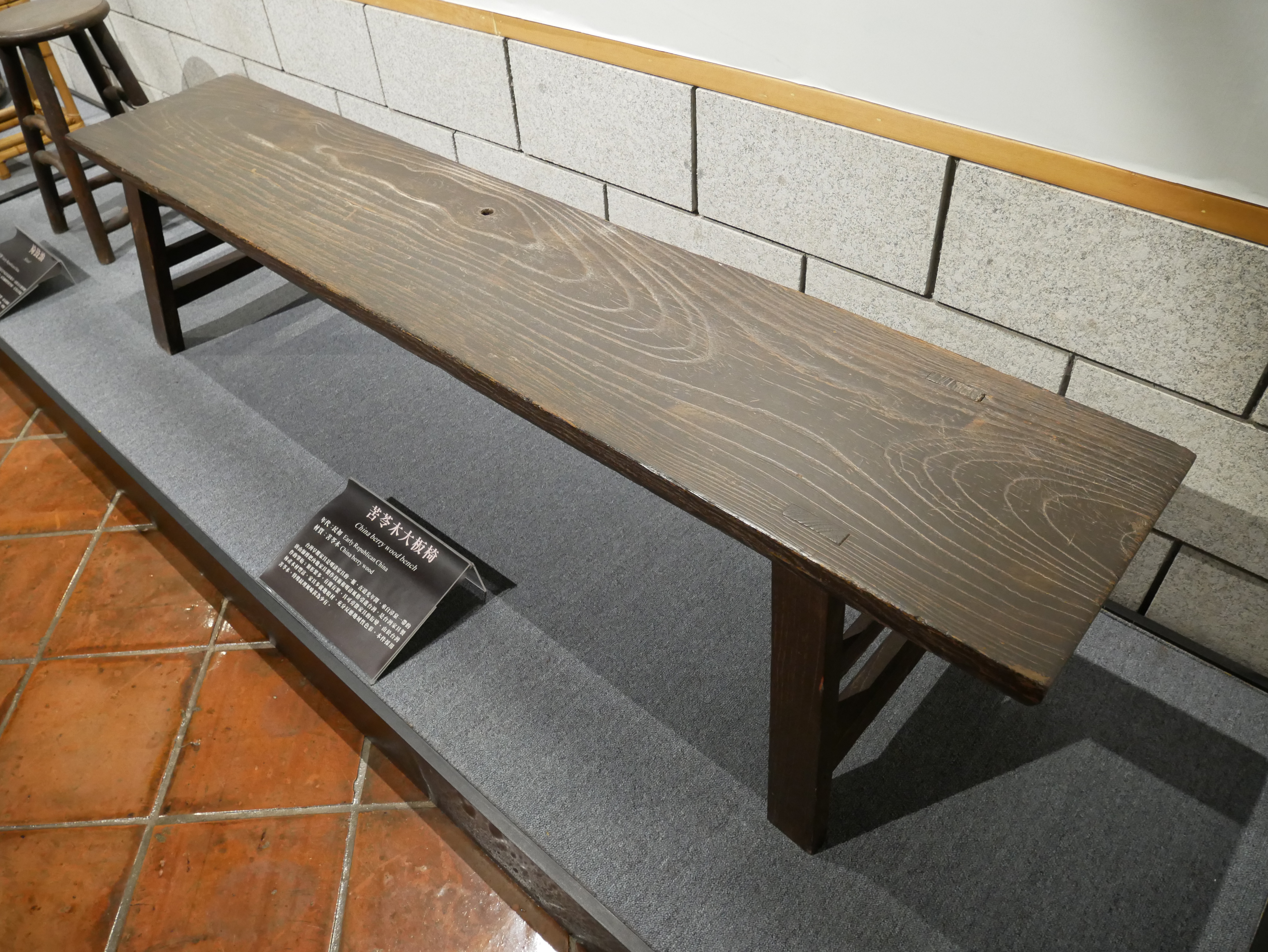
苦楝木大板椅

苦楝生長迅速及根部紮根廣闊且深，對防止水土流失效果極佳，適合栽種為行道、造林或園景樹。木材輕軟，紋理粗而美，具光澤，質地輕軟，可用於製作傢俱、模型、農具、樂器、建築及舟車等用途。嫩葉及新芽可作食用。從樹皮中提煉出的活性成份苦楝素或稱川楝素（Toosendanin），可製作成安全高效可防治100多種昆蟲、數種葉蚤和線蟲的殺蟲劑。新鮮葉片可作為農藥、染料，亦可取代乙烯作為香蕉的後熟處理之用，而枯葉則能減低土壤中鋁的含量及提高土壤的酸鹼值增加礦化氮的濃度。花可蒸制芳香油，據《本草綱目》中記載花及葉鋪於床席之下，可殺滅虱、蚤。台灣卑南族祭師會手持花朵劃過鼻頭，替喪家除穢時祈求新一年好運。台灣阿美族人以花開作為春天到來的指標，結果時就是可以開始使用魚藤毒魚之時。葉及果實置於廚櫃之內可起防蟲效果。果實的皮和肉，可供制作白酒及工業用酒精；核仁油可供製作油漆、肥皂及潤滑油；核硬殼可製成糖醝及活性炭。台灣目前有機農業也使用苦楝油，可有效驅除粉蝨

## 醫藥用途

### 樹皮及根皮
本種的樹皮及根皮入藥，中藥名為苦楝皮，味苦，性寒，有毒，歸肝、脾、胃三經，本種治蛔蟲病的功效始載於《名醫別錄》中，在中國使用苦楝皮作為驅蟲已有兩千多年歷史，能治多種腸道寄生蟲為廣譜驅蟲中藥，藥材主產於河南、湖北、貴州、四川、江蘇、陝西、雲南、安徽及甘肅等地，具清熱、燥濕、殺蟲、驅蟲、療癬及止腹瀉等功效，主治小兒蟲癪、蛔蟲病、鉤蟲病、蟯蟲病、陰道滴蟲病、風疹、疥瘡、頭癬及蛇蟲咬傷等，外用主治疥癬及濕疹 。現代藥理研究表明苦楝皮具驅蟲、抗病毒、抑菌及阻斷神經肌肉接頭間的傳遞功能等作用，從苦楝皮提取的活性成份川楝素或稱苦楝素，是一種楝烷型五環三萜類成分，無色針狀結晶體，具抑制呼吸中樞、抗肉毒毒素中毒、抗腫瘤及阻斷神經肌肉接頭等作用。臨床應用於絛蟲病、陰道滴蟲病、血吸蟲病、鞭蟲病及頭癬等症狀。苦楝素的驅蛔蟲機制為穿過蛔蟲的表皮刺激蛔蟲的肌肉，促進蟲體的自發活動，導致蟲體收縮性疲勞而痙攣和麻痹，使蟲體不能依附於腸壁而排出體外達致驅蟲；苦楝素亦有興奮腸肌的作用，增加腸道的張力及收縮力，於驅蟲時不需另加瀉藥附助。樹皮的酒精浸泡液，能對綠色木黴菌和黑曲霉菌起抑制作用，乙醚提取物對串珠鐮孢菌起抑制作用。苦楝的甲醇萃取液對黃色毛癬菌、同心性毛癬菌、許蘭氏黃癬菌、奧杜盎氏小芽胞癬菌、鐵鏽色小芽孢癬菌等都具有一定的抑制作用，熱水萃取液對多種肺癌細胞株的生長具有一定的抑制作用。

### 葉
本種的葉入藥，中藥名為苦楝葉，具清熱、燥濕、殺蟲、止癢及行氣止痛等功效，主治蛇蟲咬傷、濕疹瘙癢、瘡癬疥癩、滴蟲性陰道炎、疝氣疼痛及跌打腫痛等，現代藥理研究表明苦楝皮具驅蟲、抗病毒及抑菌等作用。全年均可採收，鮮用或曬乾。使用嫩葉犘擦皮膚可使皮膚變得白嫩，用葉片煮成的湯洗搓身體可防止皮膚凍裂及可治皮膚病。

### 花
本種的花入藥，中藥名為苦楝花，具清熱、祛濕、殺蟲及止癢等功效，主治熱痱、頭癬等，於4－5月採收，曬乾、烘乾或陰乾。

### 果
本種的果實入藥，中藥名為苦楝子、川楝子、楝實或土楝實，味苦，性寒，歸肝、小腸、膀胱三經，藥材主產於四川、雲南、貴州、湖南、湖北及甘肅等地，四川產量最大，具清熱、燥濕、舒肝、行氣、止痛、利尿及殺蟲等功效，本種以楝實之名始載於《神農本草經》，列為下品，原文記載為「楝實，味苦、寒。主溫疾，傷寒大熱，煩狂；殺三蟲；疥瘍；利小便水道。生山谷。」，主治溫病、傷寒高熱、煩悶狂躁、蛔蟲病、鉤蟲病、蟯蟲病、陰道滴蟲病、頭癬、疥癬、凍瘡、風疹、疝痛、蟲積腹痛、脘腹脅肋疼痛等，外用於凍瘡及皮膚破裂時可將新鮮果肉搗碎塗抹患處，有舒緩搔癢及疼痛感，果實與凡士林或熟豬油混合做成的油膏，可治頭癬。現代藥理研究表明楝實具驅蟲、抗病毒、抗炎、鎮痛、阻斷神經肌肉接頭間的傳遞功能及對金黃葡萄球菌有明顯抑制作用等。

## 毒性
本品全株具毒性，苦楝素因有累積性，不宜持續及過量服用，連續口服不可超過4天，外用不可超過7天，療程相隔不應少於2－3個月。毒性對胃腸道有較強烈刺激性及對血管壁、腎小管上皮細胞等也有刺激及損害。患有嚴重心臟病、活動性肺結核、胃潰瘍、貧血、體質虛弱、孕婦、肝腎功能不全者、脾胃虛寒者均忌用或慎用，肝炎患者禁用。在常規劑量之下可能也有可能出現頭暈、頭痛、嗜睡、惡心、嘔吐、腹痛及皮膚瘙癢等副作用，副作用的症狀通常約於10小時後自行消失。成年人約進食6－8個果實已屬服用過量，中毒症狀包括胃黏膜水腫、消化系統炎症、消化系統膿腫、消化系統潰瘍、惡心、嚴重嘔吐、腹瀉、嚴重腹痛、腹腔內臟出血、吐血、便血、尿血、食慾不振、昏睡、肝腫大、急性中毒性肝炎、肝區叩擊痛、黃疸、轉氨酶升高、血總膽紅素升高、 全身無力、體溫上升、瞳孔放大、煩躁不安、神志不清、精神失常、嗜睡、痙攣、抽搐、尿頻、蛋白尿、血尿、尿中出現膿細胞、血壓下降、心悸、心律不齊、昏迷、呼吸困難及呼吸中樞麻痺，嚴重甚至呼吸、循環系統衰竭導致死亡，中毒的症狀會於服用過量後的1－2小時內出現，直接接觸亦可能出現過敏性皮炎。

## 藥材鑑定

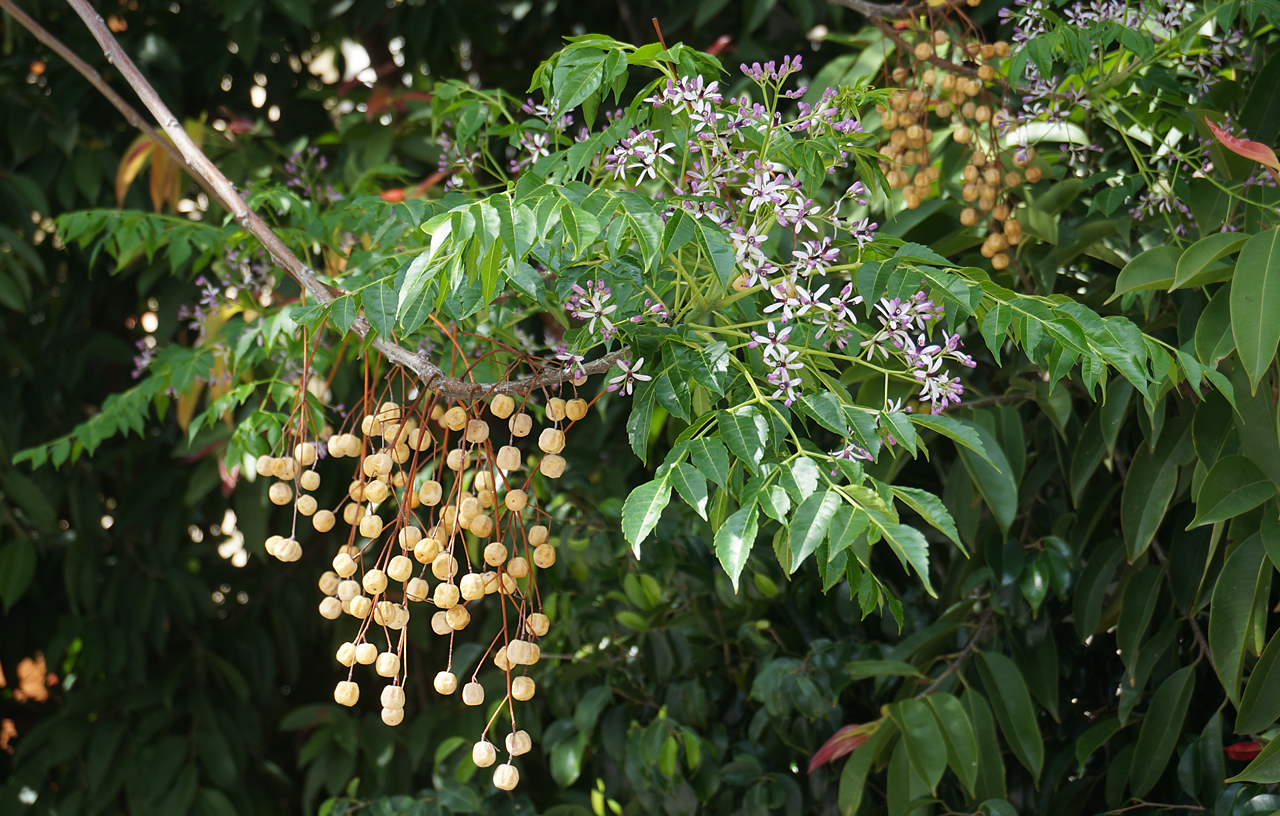
苦楝的药貌

### 樹皮
中藥苦楝皮以苦楝或同屬植物川楝的乾燥樹皮及根皮入藥，於全年均可採收，以春、秋季兩季較佳，去除幹皮或根皮清除雜質後曬乾；本品樹皮呈不規則片狀、槽形的片狀、長捲筒狀或半捲筒狀，長短不一，外表面灰棕色或灰褐色，具橫向延長的灰棕色皮孔及多為縱向的裂紋，較為平坦，長約30－100厘米，寬約3－10厘米，厚約1－7毫米；內表面淡黃色或白色，質地堅硬，容易折斷，斷面纖維化成層片狀，氣微弱，味極苦。

### 根皮
本品根皮呈不規則條塊、片狀、槽狀或卷狀，長短寬窄不一，外表面灰棕色、灰褐色或棕紫色，具明顯的皮孔及不規則的縱裂深溝紋，粗糙，略有光澤，木栓層多為鱗片狀，衰老的栓皮常剝落，露出磚紅色的內皮，厚約3－6毫米；內表面淡黃色，具細縱紋；質地堅韌，不易折斷，斷面纖維化成層片狀，層狀纖維具極細的網紋，可遂層分離，氣微弱，味極苦。認為以乾燥、皮厚、條大、無槽朽及去栓皮者為佳。本種收錄於《中國藥典》中，定為中藥苦楝皮的法定原植物來源種，主要透過標準對照藥材，通過薄層鑒別等項目指標，以控制藥材的質量。 現代研究及臨床應用認為根皮療效較樹皮為高，接近根部的樹皮較上層的樹皮療效為佳，冬季採收的根皮療效最高，秋季採收的根皮次之。

### 果實
中藥苦楝子或川楝子以乾燥的成熟果實入藥，於秋、冬兩季果實成熟呈黃色時採收，或收集落下的果實，曬乾、烘乾或陰乾；本品呈長橢圓形，表面黃棕至黑紅色，多皺縮，具光澤，長約1.2－2厘米，直徑約1－1.5厘米；種子長橢圓形，具有5－6條或7條隆起的棱線。本種收錄於《中國藥典》中，定為中藥川楝子的法定原植物來源種，主要透過標準對照藥材，通過薄層鑒別及浸出物含量測定等項目指標，以控制藥材的質量。

## 市樹
日本的廣島縣福山市、高知縣高知市及沖繩縣北谷町均以苦楝樹為該市的象徵。

## 相似物種
- 台灣欒樹（ Koelreuteria elegans ），為欒樹屬植物，同為羽狀複葉，分別在於苦楝樹皮有縱溝裂，台灣欒樹則呈雲片狀剝裂[8]。

## 註解
1. ↑  「楝」，拼音：，注音：，音同「練」

## 外部連結
- （中文）. 香港濕地公園.   [June 3, 2017]. （原始内容存档于2018-09-19）.
- （中文）. 康樂文化事務署綠化香港運動，香港觀賞植物照片廊.   [June 3, 2017]. （原始内容存档于2016-01-04）.
- （中文）. 台灣生物多樣性資訊入口網.   [June 3, 2017]. （原始内容存档于2019-06-05）.
- 楝樹 （页面存档备份，存于） 藥用植物圖像資料庫 (香港浸會大學中醫藥學院) （中文）（英文）
- 川楝樹 （页面存档备份，存于） 藥用植物圖像資料庫 (香港浸會大學中醫藥學院) （中文）（英文）
- 苦楝皮 中藥材圖像數據庫  (香港浸會大學中醫藥學院) （中文）（英文）
- （中文）（英文）. 中草藥化學圖像數據庫 (香港浸會大學中醫藥學院).   [June 3, 2017]. （原始内容存档于2020-10-11）.
- （简体中文）. CFH自然標本館 物種相冊.   [June 3, 2017].

## 延伸阅读
[在维基数据编辑]
 《欽定古今圖書集成·博物彙編·草木典·楝部》，出自陈梦雷《古今圖書集成》
 《植物名實圖考·楝》，出自吳其濬《植物名實圖考》